# Сиджизмондо I Малатеста ди Соляно
Вижте пояснителната страница за други личности с името Сиджизмондо Малатеста.
Сиджизмондо I Малатеста ди Соляно (на италиански: Sigismondo I Malatesta di Sogliano; * 1615, Римини, Папска държава; † 16 юни 1645, Сан Джовани ин Галилея) от кадетския клон Малатеста ди Соляно на италианската династия Малатеста, е суверенен граф на Соляно (днешно Соляно ал Рубиконе) през 1591 г. (от 1593 г. заедно с братовчед си Семпронио Малатеста ди Соляно), граф на Пондо (през 1593 г. отстъпва 1/2 на Семпронио), граф на Таламело, граф на 1/2 от Сан Джовани ин Галилея, владетел на Монтеджели, Ронтаняно, Савиняно ди Риго, Пиетра дел'Узо, Монтепетра, Сегуно, Пратолина, Руфиано, Мелето, Сапето, Чиня, Букио, Поцуоло Велендзера, Сасета и Соазия, господар на 1/3 от Спинело и Стригара.

## Произход
Той е син на Корнелио Малатеста ди Сан Джовани († 1571), граф на Сан Джовани ин Галилея и капитан на Венеция, и на съпругата му Батиста Бернардини. Негов дядо по бащина линия е Рамберто Новело II Малатеста ди Соляно, граф на Соляно, а по майчина – Акиле Бернардини, граф на Маса. Има трима братя:
- Леонида († като малък)
- Рамберто IV (* 1560, † 1615), суверенен граф на Соляно през 1591 г. с него и с брат им Карло III и от 1593 г. с братовчед им Семпронио, граф на Пондо (през 1593 г. отстъпва 1/2 на Семпронио), граф на Таламело, граф на 1/2 от Сан Джовани ин Галилея, владетел на Монтеджели, Ронтаняно, Савиняно ди Риго и т. н., съпруг на Мария Герарди
- Карло III (* 1567, † 1628), суверенен граф на Соляно през 1591 г. с него и с брат им Рамберто IV и от 1593 г. с братовчед им Семпронио, граф на Пондо (през 1593 г. отстъпва 1/2 на Семпронио), граф на Таламело, граф на 1/2 от Сан Джовани ин Галилея, владетел на Монтеджели, Ронтаняно, Савиняно и т. н., съпруг на Елизабета Бонтакио от Бреша.

## Биография
Той е утвърден във владенията си с присъдата на Апостолическата камара от 8 юли 1600 г. Продава своята половина от Графство Пондо и приложени територии през ноември 1600 г. за 13 000 скуди на Джанфранческо Алдобрандини, като запазва 1/10 от феода, прикрепен към патрициата на Римини след смъртта на по-големия му брат.
След смъртта му зависимите му замъци попадат под властта на Римини, като за синовете му остават само наследствените.

## Брак и потомство
∞ 1603 за Елена Монтиколи, от която има шест сина и четири дъщери:
- Чиприано Малатеста ди Соляно (* 1630; † 6 юли 1653, Рим)
- Сиджизмондо Малатеста ди Соляно, монах
- Джованбатиста Малатеста ди Соляно, свещеник
- Лудовико Малатеста ди Соляно (* 3 май 1618, † 11 февруари 1668), 1650 заместник на племенника си Роберто в Съвета на Римини; ∞ за Олимпия Валдики, от която има двама сина
- Джудита Елизабета Малатеста ди Соляно, ∞ за Джакомо Перуцини от Анкона
- Карло Малатеста ди Соляно, продава 1655 феода Таламело на дон Камило Памфили
- Джованпиетро Малатеста ди Соляно (* 12 юли 1645, † 1650), наместник на баща си в Съвета на Римини; ∞ за Катерина ди Фабрицио Тонти от Римини, племенница на кардинал Микеланджело, от която има син и дъщеря
- Мария Батиста Малатеста ди Соляно
- Сотера Малатеста ди Соляно
- Серафина Франческа Малатеста ди Соляно

|  | Тази страница частично или изцяло представлява превод на страницата Segimon Malatesta de Sogliano в Уикипедия на каталонски. Оригиналният текст, както и този превод, са защитени от Лиценза „Криейтив Комънс – Признание – Споделяне на споделеното“, а за съдържание, създадено преди юни 2009 година – от Лиценза за свободна документация на ГНУ. Прегледайте историята на редакциите на оригиналната страница, както и на преводната страница, за да видите списъка на съавторите. ВАЖНО: Този шаблон се отнася единствено до авторските права върху съдържанието на статията. Добавянето му не отменя изискването да се посочват конкретни източници на твърденията, които да бъдат благонадеждни. |